# Аткара
Аткара (Еткара, Иткара) — река в России, протекает по Екатериновскому и Аткарскому районам Саратовской области. Устье реки находится в 548 км от устья реки Медведицы по правому берегу. Длина реки составляет 106 км, площадь водосборного бассейна — 1000 км².

## Этимология
Название реки, так же как и название одноимённого города происходит от имени золотоордынского правителя XIV века Иктара.

## География
На берегу Аткары, у места впадения её в Медведицу, расположен город Аткарск. Также по берегам реки расположены населённые пункты Тургенево, Бубновка, Малые Копены, Синельниково, Земляные хутора, Качеевка, Сластуха, Афросимовка, Еткара, Переезд. В 19 км от устья впадает левый приток Лаверза (Лавера).
Реку несколько раз пересекает железнодорожная линия Приволжской железной дороги Аткарск — Ртищево.

## История
В 2009 году проводились работы по углублению и расчистке русла Аткары у места впадения её в Медведицу, это должно позволить уменьшить ущерб от весеннего паводка для жителей города Аткарск.

## Данные водного реестра
По данным государственного водного реестра России относится к Донскому бассейновому округу, водохозяйственный участок реки — Медведица от истока до впадения реки Терса, речной подбассейн реки — Дон между впадением Хопра и Северского Донца. Речной бассейн реки — Дон (российская часть бассейна).
Код объекта в государственном водном реестре — 05010300112107000008108.